# Episodi di Girlfriends (serie televisiva 2000) (ottava stagione)
L'ottava è l'ultima stagione della serie; fu decurtata a soli 13 episodi, al posto dei canonici 22, per via dello sciopero degli sceneggiatori occorso tra la fine del 2007 e l'inizio del 2008. La sit-com è l'unica serie del canale per la quale la The CW non ordinò nuovi episodi quando cessò lo sciopero; venne diramato infatti dal network un comunicato nel quale si considerava la serie ormai conclusa dopo otto lunghe stagioni. Ciononostante gli sceneggiatori furono colti di sorpresa e quindi la serie non ha alcun finale, ma lascia le vicende del tutto insospese.
| nº | Titolo originale                                 | Titolo italiano             | Prima TV USA     | Prima TV Italia  |
| -- | ------------------------------------------------ | --------------------------- | ---------------- | ---------------- |
| 1  | Range of Emotions                                | La cucina della discordia   | 1º ottobre 2007  | 23 agosto 2009   |
| 2  | Baghdad, My Bad                                  | Una festa interrotta        | 8 ottobre 2007   | 23 agosto 2009   |
| 3  | Where Did Lynn-digo?                             | Strani rumori               | 15 ottobre 2007  | 29 agosto 2009   |
| 4  | Losing It                                        | Litigi e manie              | 22 ottobre 2007  | 29 agosto 2009   |
| 5  | Good Grief                                       | La cena cinese              | 29 ottobre 2007  | 29 agosto 2009   |
| 6  | Spree To Be Free                                 | Lieta notizia               | 5 novembre 2007  | 30 agosto 2009   |
| 7  | Snap Back                                        | Il contratto                | 12 novembre 2007 | 30 agosto 2009   |
| 8  | Save The Last Dance                              | L'ultimo sballo             | 19 novembre 2007 | 30 agosto 2009   |
| 9  | R-E-S-P-E-C-T, Find Out What It Means To William | Sai che significa rispetto? | 26 novembre 2007 | 5 settembre 2009 |
| 10 | Deck The Halls With Bags and Folly               | Canto di Natale             | 10 dicembre 2007 | 5 settembre 2009 |
| 11 | Adapt to Adopt                                   | L'adozione                  | 4 febbraio 2008  | 5 settembre 2009 |
| 12 | What's Black-A-Lackin'?                          | Bianca o nera?              | 11 febbraio 2008 | 6 settembre 2009 |
| 13 | Stand and Deliver                                | La lettera                  | 11 febbraio 2008 | 6 settembre 2009 |